# Kosorín
Kosorín (en hongrois : Koszorús ) est un village du district de Žiar nad Hronom, dans la région de Banská Bystrica, en Slovaquie.

## Histoire
La première mention écrite du village date de 1487.

## Démographie

### Évolution de la population
| Année:               | 1994. | 2004.   | 2014.   | 2024.   |
| -------------------- | ----- | ------- | ------- | ------- |
| Nombre de personnes: | 408   | 409     | 425     | 439     |
| Différence:          |       | +0,24 % | +3,91 % | +3,29 % |

| Année:               | 2023. | 2024.   |
| -------------------- | ----- | ------- |
| Nombre de personnes: | 454   | 439     |
| Différence:          |       | -3,30 % |